# Front Zakaukaski
Front Zakaukaski (ros. Закавказский фронт) – związek operacyjno-strategiczny Armii Czerwonej o kompetencjach administracyjnych i operacyjnych na południowym terytorium ZSRR, działający podczas wojny z III Rzeszą w czasie II wojny światowej. 

## Formowanie i walki
Front Zakaukaski utworzony został po raz pierwszy 23 sierpnia 1941. Następnie, 30 grudnia 1941 został przemianowany na Front Kaukaski. Utworzony ponownie został 15 maja 1942 z Zakaukaskiego Okręgu Wojskowego. Front, który rozwinął się na linii rzek Terek i Uruch oraz w środkowej części głównego grzbietu Kaukazu. 1 listopada weszła w jego skład utworzona z wojsk Frontu Północno-Kaukaskiego Grupa Czarnomorska. Między sierpniem a grudniem Front prowadził walki przeciw niemieckiej 1 Armii Pancernej, w czasie których wycofywał się na całej szerokości do linii wzdłuż grzbietu Kaukazu, zatrzymując tam natarcie wojsk niemieckich. W styczniu 1943 przeprowadził siłami Północnej Grupy Operacyjnej uderzenie w ogólnym kierunku na Stawropol, który 21 stycznia 1943 został wyzwolony. Po zakończeniu tej operacji 24 stycznia Północna Grupa Operacyjna została wydzielona i przekształcona we Front Północno-Kaukaski. Wojska Grupy Czarnomorskiej nacierały w kierunku Majkopu (wyzwolony 30 stycznia). W okresie 9 lutego - 4 kwietnia uczestniczyły w krasnodarskiej operacji zaczepnej. W maju 1943 Front został rozwiązany.

## Dowództwo Frontu
Dowódcy:
- gen. por. Dmitrij Kozłow – I formowanie
- gen. armii Iwan Tiuleniew – II formowanie

Szefowie sztabu:
- gen. por. Aleksiej Antonow

## Struktura organizacyjna
| I formowanie | II formowanie            |
| ------------ | ------------------------ |
| 44 Armia     | 45 Armia                 |
| 45 Armia     | 46 Armia                 |
| 46 Armia     | Czarnomorska Grupa Wojsk |
| 47 Armia     |                          |